# エンジン形式
エンジン形式は、内燃機関を分類するための基本概念である。
レシプロエンジンは、シリンダー レイアウト、バルブ、カムシャフトなどの構成によって分類される。ロータリーエンジンは、存在するローターの数によって分類される。ガスタービンエンジンは、ターボジェット、ターボファン、ターボプロップ、ターボシャフトに分類される。

## レシプロエンジン

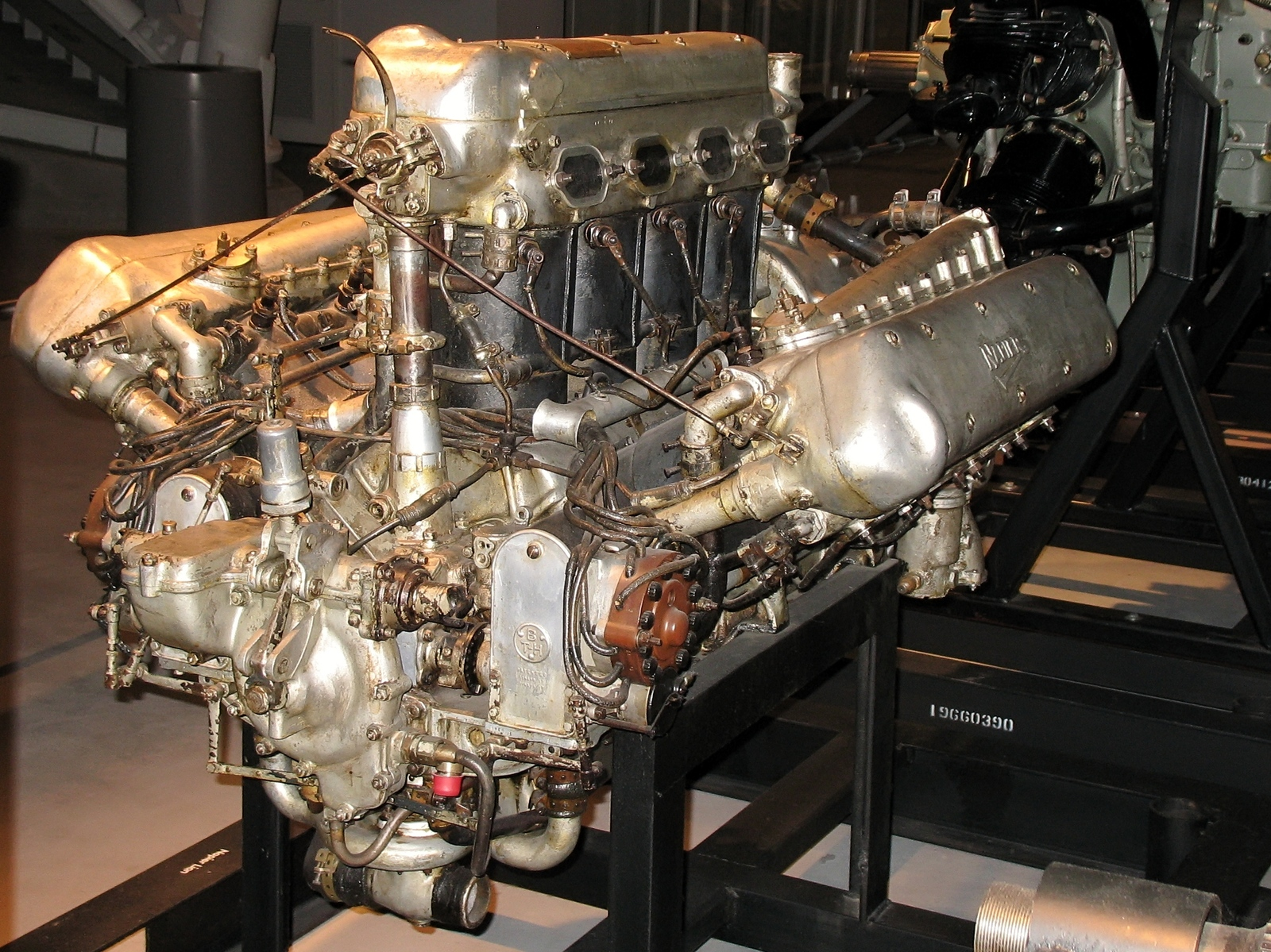
3つのシリンダーバンクを備えた1919年のネイピア ライオン II 航空機エンジン

レシプロエンジンは、通常シリンダーがクランクシャフトと平行に並ぶように設計されている。シリンダーが一列に配置されている場合、直列型エンジンと呼ばれる。
シリンダーが2つ以上の列に配置されている場合（V型エンジンや水平対向エンジンなど）、シリンダーの各列は「シリンダーバンク」と呼ばれる。シリンダーバンク間の角度を「バンク角」と言う。複数のバンクを備えたエンジンは、直列型エンジンよりも短く、また振動を減らすために各バンクからの不均衡な力を打ち消すように設計することができる。
4気筒以下のエンジンの多くは、直列型のレイアウトを使用し、8気筒以上のエンジンの多くはV型のレイアウトを使用している。 ただし、これにはさまざまな例外があり、1919年から1954年までのさまざまな高級車で使用された直列8気筒、一部の船舶用船外機で使用されたV型4気筒、オートバイや自動車に使われている水平対向4気筒、V型2気筒および水平対向2気筒などがある。

### 直列型エンジン

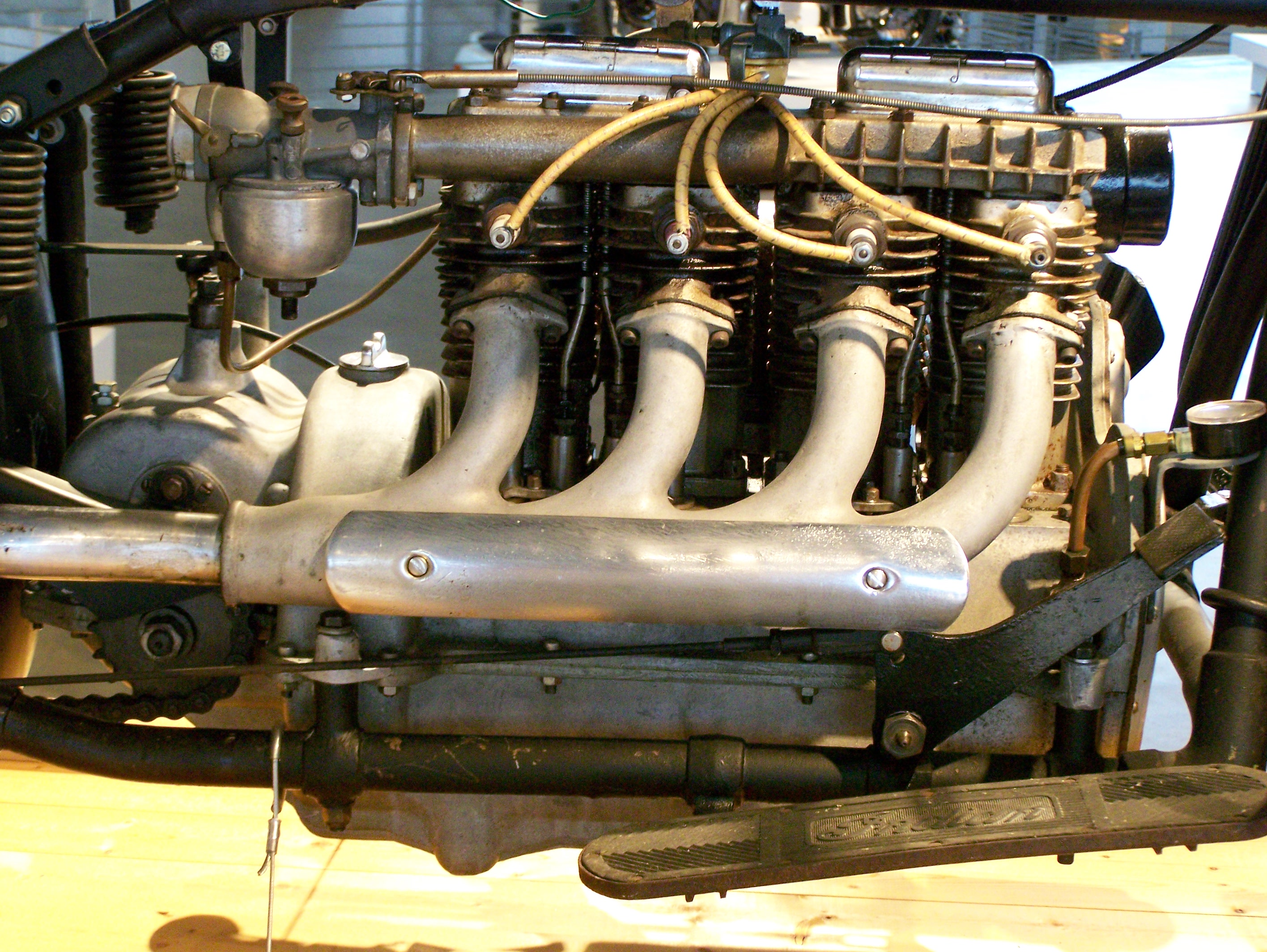
1928年から1942年のインディアン フォー 直列4気筒のオートバイ エンジン

直列型エンジンには、すべてのシリンダーがオフセットなしでクランクシャフトに沿って1列に並んでいる。直列型エンジンが斜めに取り付けられている場合、「スラントエンジン」と呼ばれることもある。
直列エンジンの種類には次のものがある
- 単気筒
- 直列2気筒、別名「パラレルツイン」
- 直列3気筒
- 直列4気筒、自動車で最も一般的な型式
- 直列5気筒
- 直列6気筒
- 直列8気筒

### 複数シリンダーバンク

#### V型エンジン

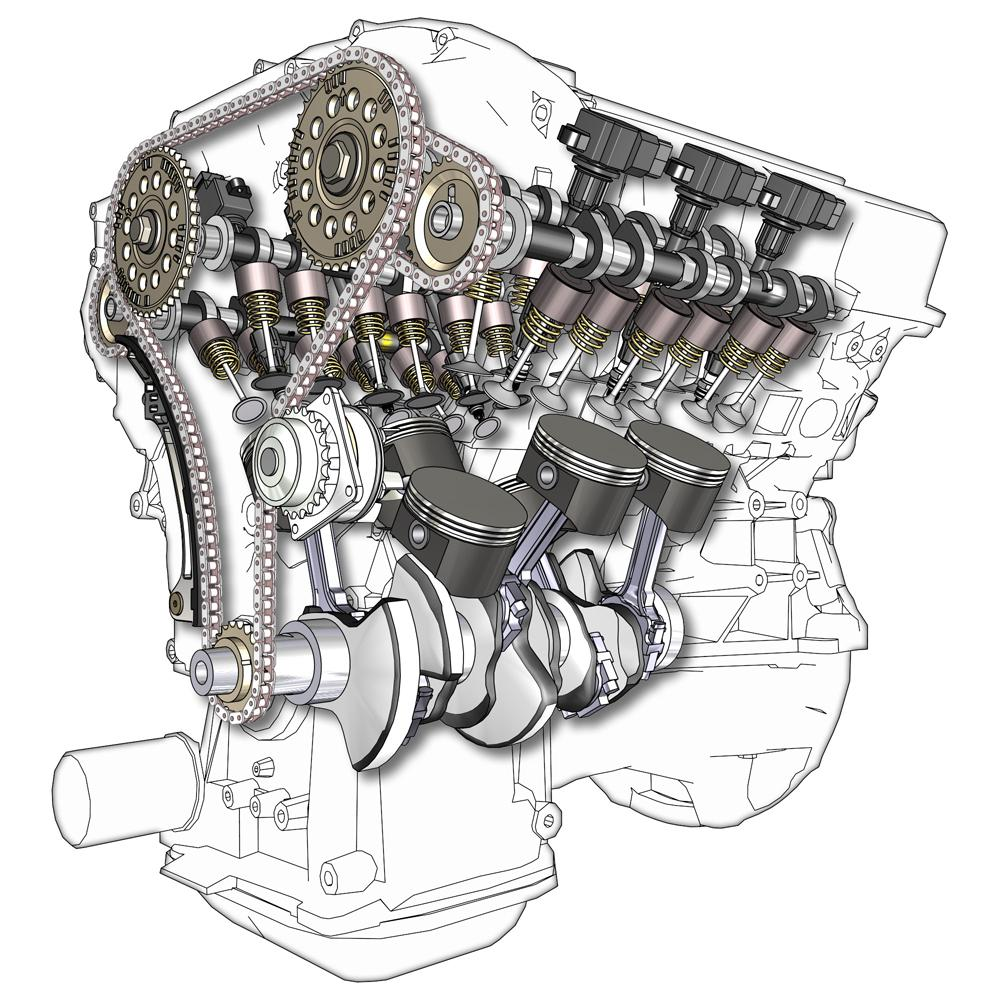
V型6気筒

V型エンジンは、2つの個別の平面またはバンクにシリンダーが配置されているため、クランクシャフトの軸に沿って見ると「V」字形に見える。
V型エンジンの種類には次のものがある
- V型2気筒、別名「Vツイン」
- V型3気筒
- V型4気筒
- V型6気筒
- V型8気筒
- V型10気筒
- V型12気筒
- V型14気筒
- V型16気筒

VR5およびVR6エンジンは、狭いバンク角と一つのシリンダーヘッドが組み合わされる。

#### 水平対向エンジン

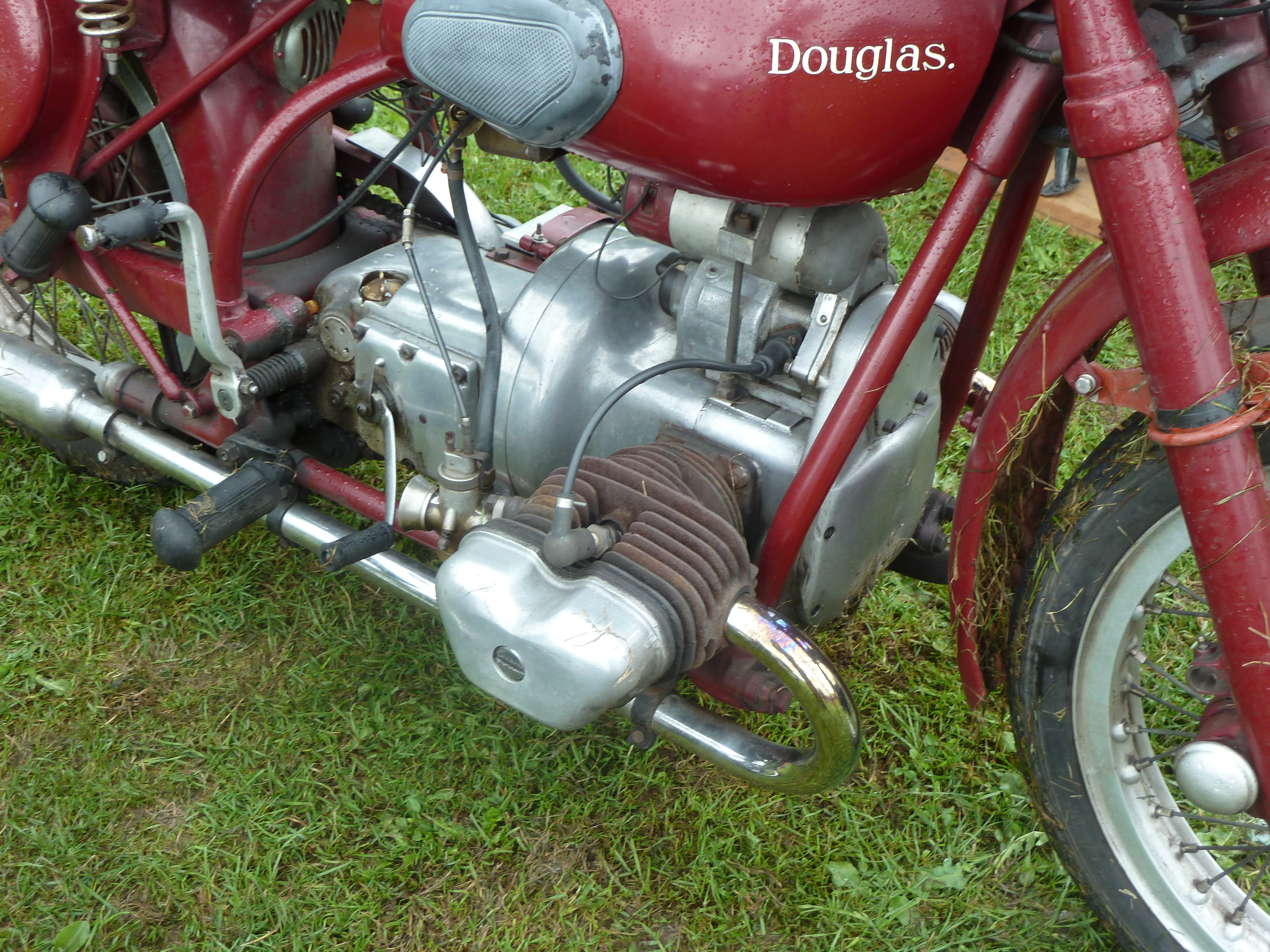
ダグラス フラット ツインのオートバイ エンジン

水平対向エンジン（ボクサーエンジンとも呼ばれる）は、一つのクランクシャフトの両側に2つのシリンダーが水平に配置される。
水平対向エンジンの種類には次のものがある
- 水平対向2気筒、別名「フラット ツイン」
- 水平対向4気筒
- 水平対向6気筒
- 水平対向8気筒
- 水平対向10気筒
- 水平対向12気筒
- 水平対向16気筒

#### W型エンジン
W型エンジンは、V型エンジンのシリンダーバンクが「V」字形に似ているのと同様に、シリンダーバンクが「W」字形に似た構成のシリンダーを備えている。
W型エンジンの種類には次のものがある
- W型8気筒
- W型12気筒
- W型16気筒

#### その他のレイアウト
星型エンジンは、中央のクランクケースの周りにシリンダーが放射状に取り付けられる。 回転式エンジンも同様の構成だが、クランクシャフトが固定されており、シリンダーがその周りを回転する点が異なる。星型エンジンおよび回転式エンジンは、初期の航空機エンジンで広く使用されている。
U型エンジンは、ギアまたはチェーンで結合された2つの個別の直列エンジン (個別のクランクシャフトを備えた) で構成される。スクエア4気筒やタンデム2気筒などのU型エンジンは、4つのシリンダー（2つの直列2気筒エンジンを組み合わせたもの）を備えている。U型エンジンと同様に、H型エンジンはギアまたはチェーンで結合された2つの独立した水平対応エンジンで構成される。H型エンジンは4から24気筒で製造されている。
対向ピストンエンジンは、ピストンのペアが同軸である点で水平エンジンに似ているが、クランクシャフトを共有するのではなく、ピストンのペアごとに1つの燃焼室を共有する。クランクシャフトの構成は、設計によって異なり、1つのレイアウトでは、中央に水平対向エンジンがあり、両端に追加の対向ピストンが追加されているため、各側のシリンダーごとに2つのピストンがある。
X型エンジンは、共通のクランクシャフトによって結合された2つのV型エンジンである。既存のV型12気筒エンジンをX型24気筒に改造したものなどがある。
アキシャルエンジン（スワッシュプレートエンジン）では、一対のピストンが対向配置でシリンダーと燃焼室を共有する。
デルタエンジンは、対向するピストンを備えた3つ（または複数の）シリンダーがあり、3つの別個の平面またはバンクに並べられているため、メインシャフトの軸に沿って見ると Δ のように見える。 このタイプのレイアウトの例としては、ネイピア デルティックがある。

## ロータリーエンジン
ロータリーエンジン（ヴァンケル エンジンと呼ばれることもある) は、存在するローターの数に基づいて分類できます。 ほとんどの量産ロータリーエンジンは2つのローターを備えているが、1つ、3つ、および4つのローターを備えたエンジンも製造されている。ロータリーエンジンは、自然吸気か過給機付き分類される。
ロータリーエンジンのほとんどはガソリンを燃料とするが、ディーゼルと水素で動作する試作エンジンが試験されている。

## ガスタービンエンジン
ガスタービンエンジンは主に航空機に使用されており、次のカテゴリに分類される。
- ターボジェット
- ターボファン
- ターボプロップ
- ターボシャフト

## 参照
- 自動車のレイアウト
- 自動車の車体形状
- 自動車のセグメント